# まんが広場
まんが広場（まんがひろば）とは、かつて展開されていた漫画・インターネットカフェ「まんが広場」と歌広場と合体した「カラNET24」を関東地方で各1店舗の複合カフェ事業を展開していたチェーン店として知られる、アミューズメント施設である。通称「まん広」。

## 概要
- 関東地方で運営されていたまんが広場
- 近畿地方で運営していたまんが広場

### まんが広場

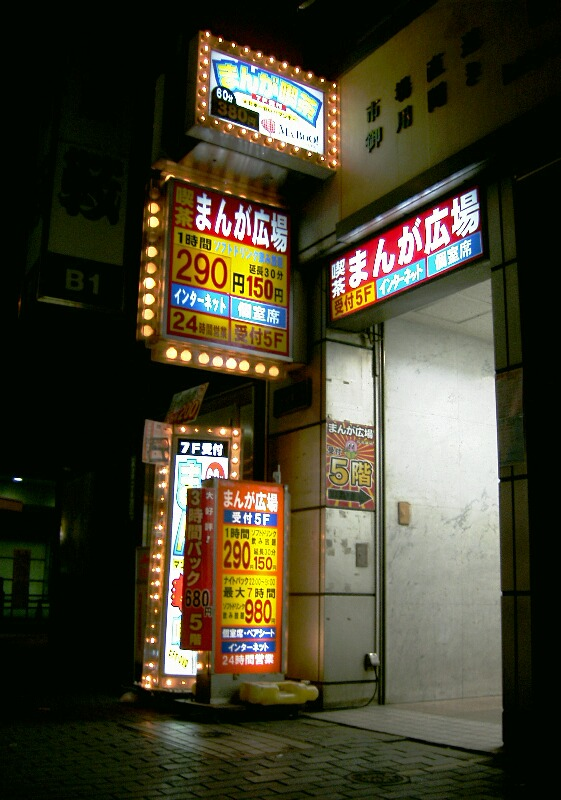
東京都豊島区・2017年2月14日に閉店したまんが広場北池袋店

同チェーンの特徴としてはマンボーやアプレシオなどのように店内に厨房設備を整えて軽食から洋食メニューまでを利用客に手頃な価格で販売している。このため、店内にコンビニエンスストアーやファーストフードなどで購入した飲食物の持ち込みは禁止されている。

## 主なサービス・設備・特徴
店舗によってサービス内容は一部異なる。
- 日本複合カフェ協会加盟、テレビゲーム機 PS2ゲーム・DVDソフト類・使用許諾を得て導入。
- 雑誌、漫画の閲覧
- インターネットアクセスができるパソコン
- 軽食から洋食メニュー
- オンラインゲーム
- フリードリンクが利用できるドリンクバー

## かつて存在した店舗

### 関東地区
クリアックスが運営
- 東京都
  - 池袋東口店（豊島区）2009年11月閉店
  - 南池袋店（豊島区）　2009年閉店
  - まんが広場ファイトマン（豊島区）　2011年2月閉店
  - カラNET24池袋西口公園前店（豊島区）　2012年に歌広場店舗に転換
  - 北池袋店（豊島区）　2017年2月14日閉店　
  - 新宿歌舞伎町店（新宿区）　2009年閉店
  - 渋谷店（渋谷区）　2011年閉店
  - カラNET24渋谷道玄坂店（渋谷区）現 歌広場渋谷道玄坂店
  - 六本木店（港区）　2009年9月閉店
  - 蒲田店（大田区）　2009年閉店
  - カラNET24新宿三丁目店（新宿区）　2020年閉店　同年12月にカラオケルーム歌広場 新宿三丁目店に
- 埼玉県
  - 熊谷店（熊谷市）
- 千葉県
  - 本八幡店（市川市） 閉店済、歌広場との複合型店舗

### 近畿地区
東愛産業（現TOAI）が運営していたが全て閉店しアットワン一本化、後にアットワンはタイムスへ売却。
- 大阪府
  - 京橋店（大阪市都島区） 2009年2月28日閉店
    - ジャンボカラオケ広場京橋3号店との複合店舗

  - 江坂駅前店（吹田市） 2009年5月31日閉店
  - 十三本町店（大阪市淀川区）
  - 東通堂山店（大阪市北区）
- 京都府
  - 三条河原町店（京都市中京区）
    - ジャンボカラオケ広場三条河原町との複合店舗
- 兵庫県
  - JR三宮店（神戸市中央区）
    - 現在はアットワン三宮店